# Стил, Билли
Уильям Стил (исп. William Steel 1 мая 1923, Денни — 13 мая 1982, Ланкастер, Калифорния) — шотландский футболист, игрок сборной Шотландии.

## Биография

### Клубная карьера
Его переход из «Мортона» в «Дерби Каунти» в 1947 году за 15 500 фунтов стерлингов стал тогдашним британским трансферным рекордом. Он перешел в «Дерби Каунти» после того, как сыграл всего несколько матчей за первую команду «Мортона», и стал хорошим приобретением, отыграв в этой команде три сезона. За это время он провел 124 матча, забив 35 голов. 
В 1950 году перешёл в «Данди», в котором отыграл четыре сезона, выиграв в 1952 и 1953 годах два Кубка шотландской лиги. 

### Карьера в сборной
В составе сборной Шотландии сыграл 30 матчей, в которых забил 12 голов.